# 十倉雅和
十倉 雅和（とくら まさかず、1950年〈昭和25年〉7月10日 - ）は、日本の実業家。住友化学株式会社代表取締役会長、一般社団法人日本経済団体連合会会長（第6代）。
住友化学株式会社常務、住友化学株式会社社長などを歴任した。
2025年日本国際博覧会（Expo2025 Osaka,Kansai,Japan）　会長（代表理事）。

## 概要
住友化学工業に入社し、のちに住友化学の常務や社長を歴任した。住友化学の会長に就任するとともに、2021年には日本経済団体連合会の会長にも就任した。内閣府の総合科学技術・イノベーション会議にて議員を兼任するなど、多くの公職を兼任した。

## 来歴
兵庫県西脇市生まれ。兵庫県立西脇高等学校を経て、1974年東京大学経済学部卒業。東大経済学部在学中は根岸隆のゼミに所属。

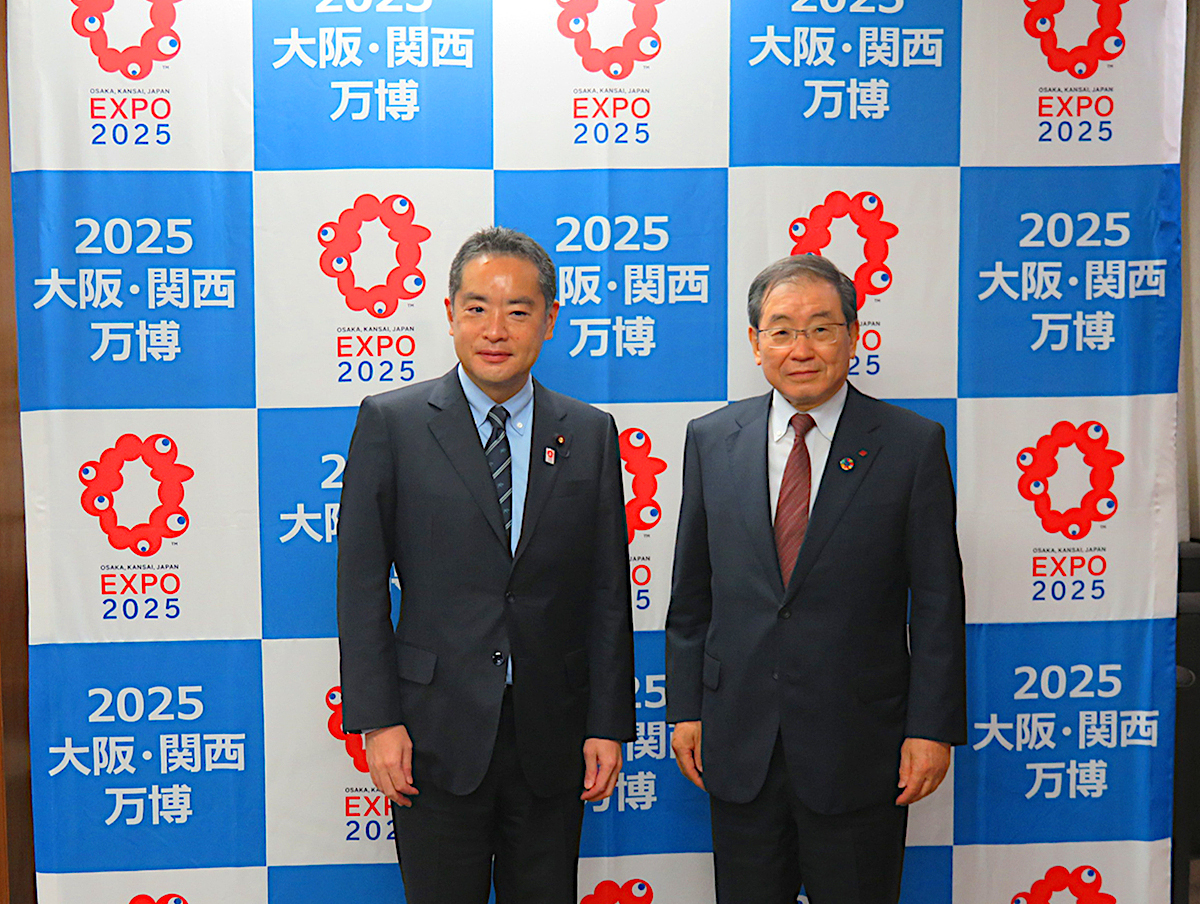
2021年6月30日、国務大臣（2025年国際博覧会担当）井上信治（左）と

1974年、住友化学工業株式会社（現・住友化学株式会社）入社。2003年執行役員、2008年代表取締役常務執行役員などを経て、2011年4月から代表取締役社長。2019年4月から代表取締役会長に就任。
経団連の中西宏明会長がリンパ腫の再々発により、2021年6月1日の通常総会をもって会長辞任することに伴い、経団連会長に就任した。

## 家族・親族
祖父は現在の丹波市氷上町出身で、父は神戸新聞の記者。弟は物理学者で東京大学教授などを務めた十倉好紀。